# 雷可福磊斯
雷可福磊斯（Rascal Flatts）是美國的一支曾贏得葛萊美獎的鄉村音樂樂團，成立於田纳西州纳什维尔。雷可福磊斯自成立就由三名成員組成：主唱Gary LeVox、低音吉他手與和聲Jay DeMarcus和主奏吉他手與和聲Joe Don Rooney。
雷可福磊斯已發行錄製了六張專輯和一張現場剪輯，皆由Lyric Street Records唱片公司發行。他們最早的兩張專輯，2000年的Rascal Flatts和2002年的Melt，前者在美國取得了雙白金認証，後者是三白金，而2004年的Feels Like Today有六白金，2006年的Me and My Gang則逼近五白金認証。
至今，他們已發行38首歌曲登上美國告示牌雜誌熱門鄉村歌曲排行榜，其中10首登上第一名。在電影汽車總動員翻唱Tom Cochrane的Life Is a Highway一曲也同樣因非點播播放登上鄉村音樂排行榜。

## 外部連結
- Rascal Flatts Official Website （页面存档备份，存于）
- Rascal Flatts的MySpace主頁